# Issac Caulker
Issac Caulker (ur. 20 stycznia 1992) – sierraleoński piłkarz grający na pozycji bramkarza. Od 2016 jest piłkarzem klubu Kallon FC.

## Kariera piłkarska
Od 2016 Caulker jest piłkarzem klubu Kallon FC.

## Kariera reprezentacyjna
W 2022 roku Caulker został powołany do reprezentacji Sierra Leone  na Puchar Narodów Afryki 2021. Był na nim rezerwowym i nie rozegrał żadnego meczu.